# Оверфілд Тауншип (округ Вайомінг, Пенсільванія)
Оверфілд Тауншип (англ. Overfield Township) — селище (англ. township) в США, в окрузі Вайомінг штату Пенсільванія. Населення — 1424 особи (2020).

## Демографія
Згідно з переписом 2010 року, у селищі мешкало 1666 осіб у 704 домогосподарствах у складі 466 родин. Було 970 помешкань
Расовий склад населення:
| - 98,1 % — білих - 0,6 % — чорних або афроамериканців - 0,2 % — корінних американців - 0,1 % — азіатів |

До двох чи більше рас належало 0,5 %. Частка іспаномовних становила 1,6 % від усіх жителів.
За віковим діапазоном населення розподілялося таким чином: 19,1 % — особи молодші 18 років, 62,8 % — особи у віці 18—64 років, 18,1 % — особи у віці 65 років та старші. Медіана віку мешканця становила 46,5 року. На 100 осіб жіночої статі у селищі припадало 97,2 чоловіків;  на 100 жінок у віці від 18 років та старших — 95,6 чоловіків також старших 18 років.
Середній дохід на одне домашнє господарство  становив 66 674 долари США (медіана — 57 083), а середній дохід на одну сім'ю — 80 713 долари (медіана — 62 155). Медіана доходів становила 50 353 долари для чоловіків та 32 361 долар для жінок. За межею бідності перебувало 12,6 % осіб, у тому числі 19,9 % дітей у віці до 18 років та 14,8 % осіб у віці 65 років та старших.
Цивільне працевлаштоване населення становило 722 особи. Основні галузі зайнятості: освіта, охорона здоров'я та соціальна допомога — 20,1 %, роздрібна торгівля — 18,3 %, будівництво — 10,7 %, виробництво — 9,6 %.